# Umburatiba
Umburatiba è un comune del Brasile nello Stato del Minas Gerais, parte della mesoregione della Vale do Mucuri e della microregione di Nanuque.